# Łochocin (gromada)
Łochocin – dawna gromada, czyli najmniejsza jednostka podziału terytorialnego Polskiej Rzeczypospolitej Ludowej w latach 1954–1972.
Gromady, z gromadzkimi radami narodowymi (GRN) jako organami władzy najniższego stopnia na wsi, funkcjonowały od reformy reorganizującej administrację wiejską przeprowadzonej jesienią 1954 do momentu ich zniesienia z dniem 1 stycznia 1973, tym samym wypierając organizację gminną w latach 1954–1972.
Gromadę Łochocin z siedzibą GRN w Łochocinie utworzono – jako jedną z 8759 gromad na obszarze Polski – w powiecie lipnowskim w woj. bydgoskim, na mocy uchwały nr 24/8 WRN w Bydgoszczy z dnia 5 października 1954. W skład jednostki weszły obszary dotychczasowych gromad Łochocin (bez Parceli Łochockich), Popowo, Zbytkowo i Wichowo ze zniesionej gminy Szpetal w tymże powiecie. Dla gromady ustalono 23 członków gromadzkiej rady narodowej.
31 grudnia 1959 do gromady Łochocin włączono miejscowości Lisek Kolonia, Bednarka, Smólnik, Rumunki Mościska, Popiołkowo i Nowa ze zniesionej gromady Barany w tymże powiecie.
W Państwowym Ośrodku Maszynowym w gromadzie Łochocin w latach 1961–1967 pracował jako elektryk (samochodowy i ciągnikowy) oraz konserwator urządzeń elektrycznych Lech Wałęsa.
1 stycznia 1969 do gromady Łochocin włączono sołectwo Witkowo ze zniesionej gromady Zaduszniki w tymże powiecie.
1 stycznia 1970 do gromady Łochocin (retroaktywnie) włączono przysiółek Gołąbki o ogólnej powierzchni 110 ha z gromady Grochowalsk w tymże powiecie.
1 stycznia 1972 gromadę Łochocin połączono z gromadą Radomice, tworząc z ich obszarów gromadę Radomice z siedzibą Gromadzkiej Rady Narodowej w Radomicach w tymże powiecie (de facto gromadę Łochocin zniesiono, włączając jej obszar do gromady Radomice).